# Labara
Labara is een bestuurslaag in het regentschap Nias Selatan van de provincie Noord-Sumatra, Indonesië. Labara telt 103 inwoners (volkstelling 2010).